# Château Lacave

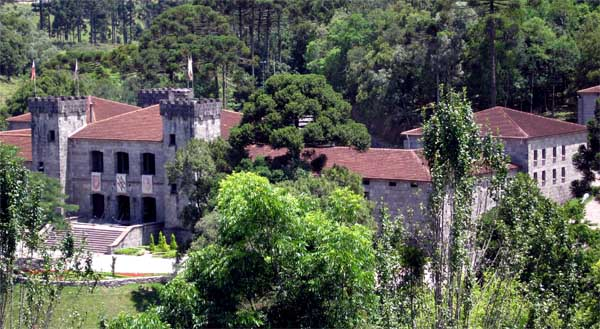
O castelo Château Lacave mostrado durante o verão brasileiro em Caxias do Sul.

Château Lacave é um Castelo de estilo medieval, na cidade de Caxias do Sul, Rio Grande do Sul, Brasil. O castelo funciona como uma vinícola e produz uma linha completa de vinhos brasileiros.

## História
A construção do Château Lacave começou em 1968 e foi concluída em 1978. O castelo é obra de um espanhol que queria construir um castelo do século VI nos limites da cidade de Caxias do Sul. O castelo é construído em pedra de basalto, nativa da região. As pedras foram cortadas e encaixadas sem o uso de qualquer tipo de cimento na construção. O proprietário original faleceu em 1987, e o castelo mudou de proprietário ao longo dos anos. Atualmente, o castelo pertence à vinícola Famiglia Valduga e encontra-se fechado para visitação.